# Übereinkommen der Vereinten Nationen gegen den unerlaubten Verkehr mit Suchtstoffen und psychotropen Stoffen
Das Übereinkommen der Vereinten Nationen gegen den unerlaubten Verkehr mit Suchtstoffen und psychotropen Stoffen vom 20. Dezember 1988 ist ein internationales Vertragswerk mit dem Ziel, die Verfügbarkeit von Betäubungsmitteln einzuschränken. Das Übereinkommen bindet als völkerrechtlicher Vertrag alle Vertragsparteien aufgrund des internationalen Rechts.

## Entstehungsgeschichte
Die UN-Generalversammlung forderte 1984 die Suchtstoffkommission durch die Resolution 39/141 auf, die Ausarbeitung eines Übereinkommens gegen den illegalen Handel mit Betäubungsmitteln vorzubereiten. Ein erster Übereinkommensentwurf wurde 1987 zur Stellungnahme den Staaten zugestellt und durch verschiedene Expertengruppen revidiert. An einer Konferenz vom 25. November bis 20. Dezember 1988, die in Wien stattfand, wurde über die definitive Fassung beraten. 106 Staaten und zahlreiche Nichtregierungsorganisationen nahmen daran teil. Am 20. Dezember 1988 wurde das Übereinkommen verabschiedet. Es lag bis zum 20. Dezember 1989 zur Unterzeichnung auf und wurde von 87 Staaten unterzeichnet.
Am 1. November 1990, dem 90. Tag nach Hinterlegung der 20. Ratifikations- oder Beitrittsurkunde, trat das Übereinkommen in Kraft.

## Übersicht
Das Übereinkommen von 1988 enthält gegenüber den früheren internationalen Betäubungsmittelkonventionen (Einheitsabkommen über die Betäubungsmittel von 1961 und Konvention über psychotrope Substanzen von 1971) zusätzliche völkerrechtliche Verpflichtungen, um die weltweite Zusammenarbeit gegen die unerlaubte Herstellung, den Schmuggel, den unerlaubten Handel sowie gegen jede andere unerlaubte Abgabe von Betäubungsmitteln zu verbessern.
Die Vertragsparteien müssen aufgrund des Übereinkommens:
- Den unerlaubten Verkehr mit Betäubungsmitteln in allen Erscheinungsformen umfassend strafrechtlich verfolgen;
- Verstöße gegen die Betäubungsmittelbestimmungen als Straftat einstufen und ahnden. Als Straftatbestand gilt auch Besitz, Erwerb und Anbau illegaler Betäubungsmittel für den persönlichen Gebrauch;
- Die Geldwäscherei von Erlösen aus Betäubungsmitteldelikten bestrafen;
- Erlöse aus Betäubungsmitteldelikten einziehen;
- Die Abzweigung von Chemikalien (sog. precursors oder Vorläuferstoffe) für die illegale Betäubungsmittelherstellung verhindern;
- Die internationale Rechtshilfe in Strafsachen, einschließlich der Auslieferung von Straftätern, verstärken.

## Rote Liste
Tabelle 1:
- Essigsäureanhydrid
- Ephedrin
- Ergometrin
- Ergotamin
- Kaliumpermanganat
- Lysergsäure
- N-Acetylanthranilsäure
- Norephedrin
- Phenylaceton
- Phenylessigsäure
- Piperonal
- Piperonylmethylketon
- Pseudoephedrin
- Safrol

Tabelle 2:
- Aceton
- Anthranilsäure
- Butanon
- Diethylether
- Piperidin
- Salzsäure
- Schwefelsäure
- Toluol